# Nordfriedhof (Hildesheim)

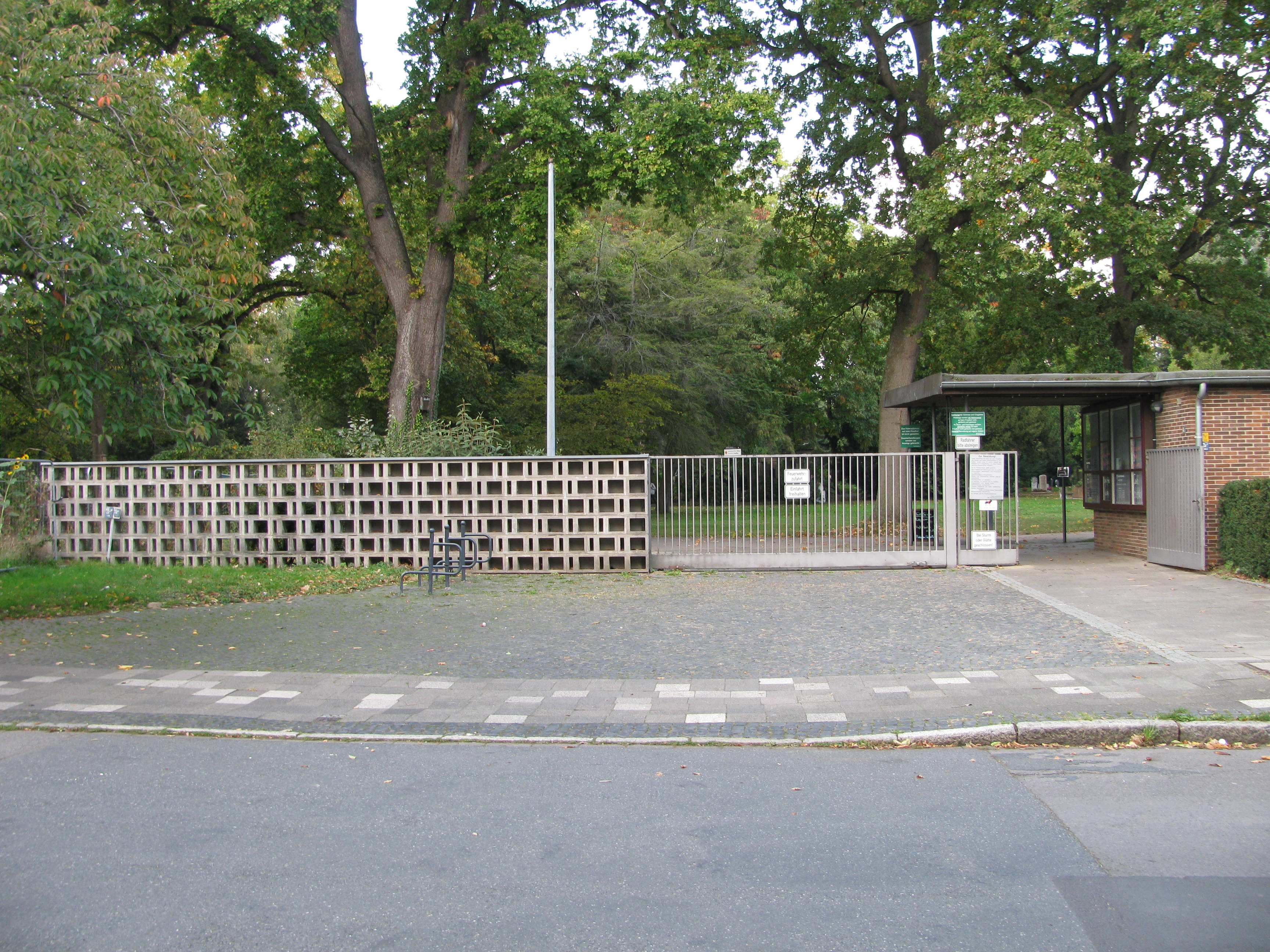
Haupteingang zu der Grünanlage an der Peiner Straße

Der Nordfriedhof, ehemals Zentralfriedhof, ist einer der großen Friedhöfe in Hildesheim. Die Anlage an der Peiner Straße in der Hildesheimer Nordstadt wurde 1890 noch „quasi am Rande der Stadt“ angelegt, nahe dem damaligen Industrie- und Arbeiterviertel.

## Beschreibung
Neben einem separaten Feld für jüdische Bürgerinnen und Bürger gibt es Bestattungsbereiche für muslimische Mitbürgerinnen und Mitbürger sowie verschiedene Grabfelder für Sinti, für Roma und andere Ethnien. Verschiedene Bereiche wie die Ehrenfriedhöfe widmen sich dem Gedenken von Opfern beider Weltkriege, darunter ein Grabfeld für Bombenopfer. Ein eigenes Grabfeld wurde den italienischen Kriegsgefallenen und Kriegsgefangenen eingerichtet. Neben dem Kindergrabfeld gibt es einen weiteren Bereich für die sogenannten „Sternenkinder“.

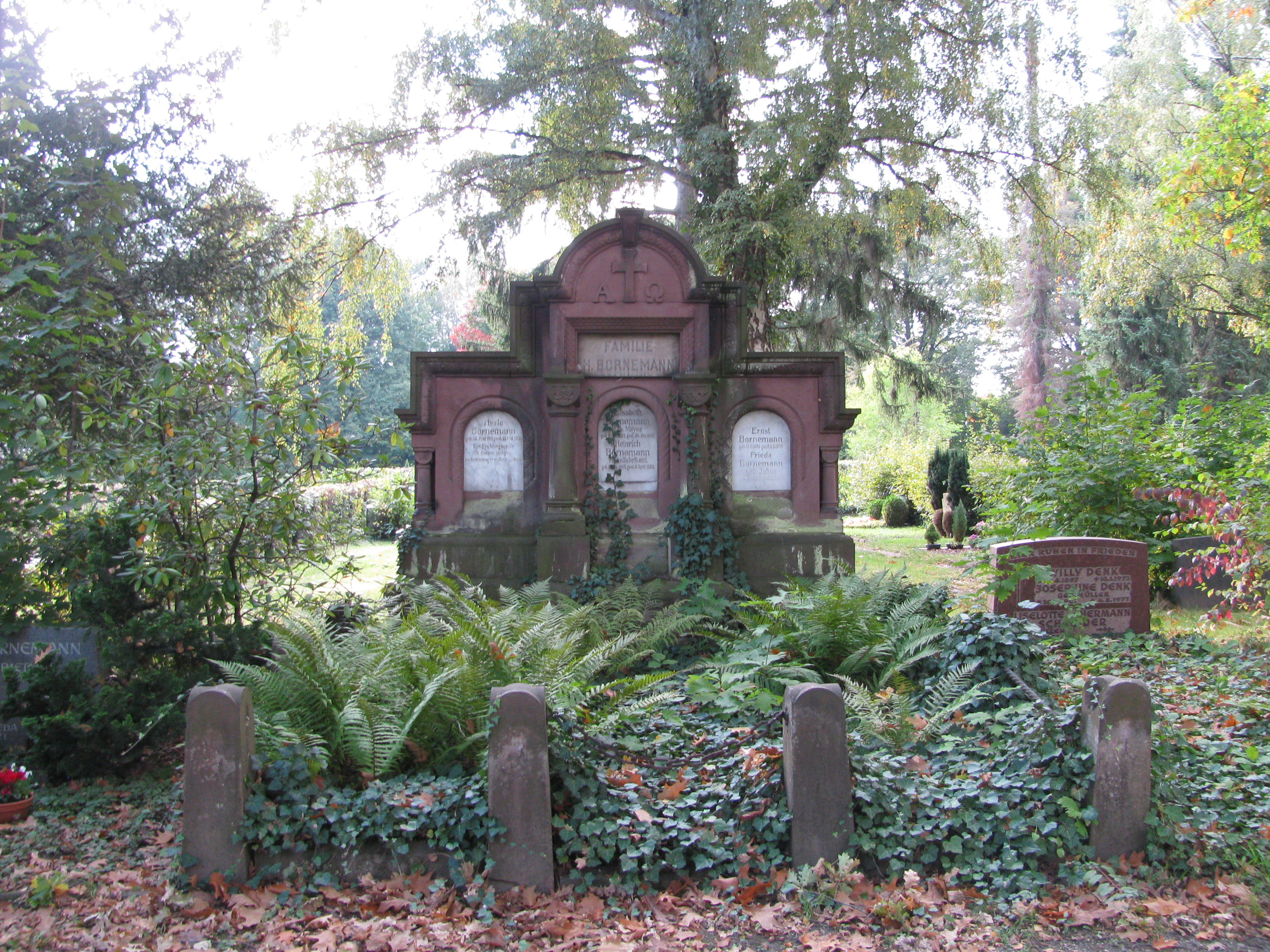
Familiengrab von Heinrich Bornemann

Die parkähnlich gestaltete Anlage mit altem Baumbestand und etlichen denkmalgeschützten Grabmälern, darunter für Hildesheimer Ehrenbürger, dient zudem als eine der "grünen Lungen" für die Stadt, insbesondere für die Nordstädter.
Mit der Indienststellung eines weiteren, des Südfriedhofs, erhielt der Nordfriedhof seinen heutigen Namen.

## Besondere Grabstätten (Auswahl)
Neben bedeutenden Persönlichkeiten finden sich auf dem Nordfriedhof auch herausragende Stätten der Sepulkralkultur, darunter:
- Abteilung V 1: Familiengrab von Wilhelm Schwemann[2]
- Abt. V 2: Die mit den Schwemanns verwandte Kaufmannsfamilie von Wilhelm Brauns ließ sich ein Pylonendenkmal aus Wesersandstein errichten. Die halbplastische Figur einer Trauernden goss Paul Stotz nach der Modellierung von Georg Küsthardt.[2]